# Sport Club Maguari
O Sport Club Maguari foi um clube de futebol da cidade de Fortaleza, no estado do Ceará. Seu uniforme histórico era todo branco com uma faixa horizontal preta na altura do peito, por isso o apelido de cintanegrino ou equipe cintanegrina. A faixa preta era inspirada na existente em algumas aves de mesmo nome, localizada abaixo das asas e visível durante o voo.
O Maguari ainda é o quarto maior campeão cearense, com 4 títulos, ficando atrás somente do Ferroviário, Fortaleza e Ceará.

## História

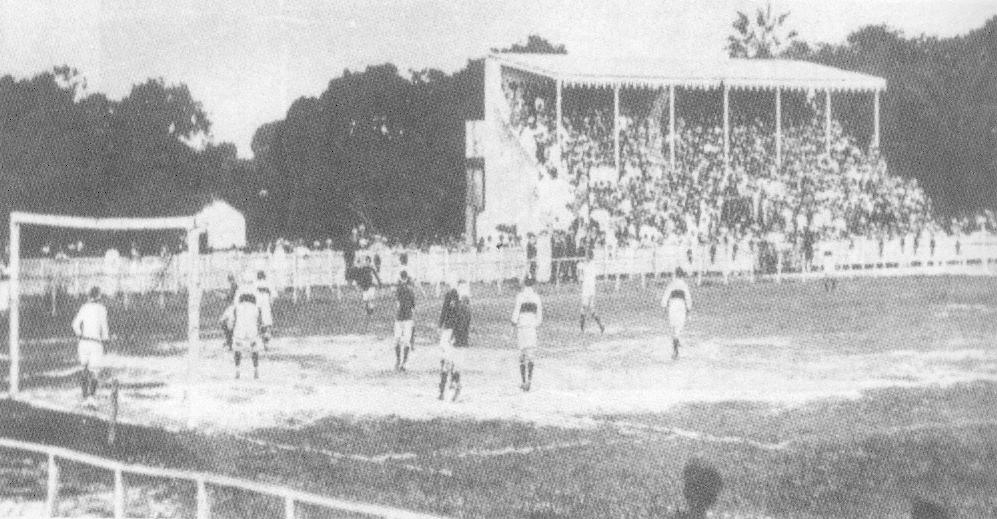
Maguari e Ceará durante o Torneio Início de 1927.

O Maguari foi fundado em 24 de junho de 1924, pela família Barbosa Freitas. Foi um dos clubes mais elitizados do futebol cearense, embora contasse com grande simpatia do povão, chegando a ter a segunda maior torcida do estado.
O historiador cearense Nirez de Azevedo, em seu livro História do Campeonato Cearense de Futebol, à página 27, esclarece a fundação do clube. Informa que existia em 1924 uma firma denominada "Saunders, Barbosa & Cia, que funcionava com a denominação de Agência Benzold, na rua Senador Alencar, e que trabalhava no ramo de representação, na praça do Ceará. Figurava entre suas representações o Curtume Maguary de Belém do Pará".
O referido Curtume, localizado no norte do país e hoje extinto, foi implantado por dois irmãos ingleses, os Saunders e Davids (1916), às margens do rio Maguari (antes Maguari-Açu), que teve seu nome herdado da toponímia do lugar que, por sua vez, foi batizado pelos primeiros habitantes tendo em vista a constante presença do pássaro Maguari, ave pernalta de grande porte, de cor acinzentada e preta, assemelhada à garça.
No Ceará da década de 1920, o "capitão Saunders", afirma ainda Nirez de Azevedo, "tinha em suas filhas as grandes admiradoras do futebol. As meninas incentivaram os sócios Hugo Gil Saunders, José de Freitas Barbosa e Armando Guilherme, diretores da firma, e mais os funcionários Hugo Berthold Saunders, Raimundo Freitas Barbosa e João Barbosa, a formarem um time da empresa. A ideia vingou e, no dia 24 de junho, surgia o Sport Club Maguari, em homenagem ao curtume que, em troca financiou o empreendimento".
Sua primeira sede localizava-se no bairro do Alagadiço (atual São Gerardo), tendo sido alugada na rua Bezerra de Menezes números 25 e 26, pelo primeiro presidente do clube, o comerciante José de Freitas Barbosa. A segunda ficou situada no então bucólico e aristocrático bairro do Benfica, na avenida Visconde de Cauípe, nº 2081, hoje avenida da Universidade. Foi quando Waldyr Diogo de Siqueira, Mário de Alencar Gadelha, Egberto de Paula Rodrigues, aliados a um grupo de amigos, transformaram o antigo clube numa agremiação elegante, com sua nova e terceira sede social inaugurada em 20 de abril de 1946, erigida em um amplo terreno, no número 2955 da rua Barão do Rio Branco, em quarteirão situado entre as ruas Padre Roma e Deputado João Pontes, no nobre bairro de Fátima.
Sua sede histórica, simpática e aconchegante, finalizada em 1946, teve na construção a assinatura do famoso arquiteto Sílvio Jaguaribe Ekman, o mesmo do Ideal Clube, outro clube tradicional de Fortaleza. Naquela sede do Maguari praticava-se o esporte amador e ocorriam atividades festivas que marcaram a vida da cidade, principalmente nos alegres anos dourados, com o entusiasmo dos frequentadores prolongando-se pelos anos seguintes. Muitas de suas animadas festas carnavalescas terminavam às dez horas da manhã seguinte - acontecimentos inusitados para a pequena Fortaleza da época.

## Futebol
O chamado Clube dos Príncipes foi uma das mais tradicionais agremiações diversionais de Fortaleza, capital do Ceará, tendo sido fundado em 24 de junho de 1924 e iniciando suas atividades como "clube de futebol" no antigo Alagadiço, hoje bairro São Gerardo. Proporcionou, ainda, momentos inesquecíveis de alegria e emoção ao competir com as principais entidades desportivas da época: América, Ceará, Ferroviário e Fortaleza.
A Equipe Cintanegrina, como também é chamada em função da faixa preta horizontal na altura do peito,  ainda com a grafia de seu nome com o 'y' final, comum à escrita da época, participou do momento em que a ADC (Associação Desportiva Cearense) requereu o registro legal de instituição (em 29 de janeiro de 1936), já que a mesma funcionava na informalidade, conforme consta nas páginas 115 e 116 do livro Futebol Cearense: Um século de história, do pesquisador e escritor Alberto Damasceno.
O Maguari também entrou para a história da radiofonia cearense quando em 24 de dezembro de 1939 a pioneira Ceará Rádio Clube (PRE-9), emissora de rádio da capital cearense, realizou a primeira transmissão radiofônica de um jogo do Campeonato Cearense de Futebol. A partida, realizada na cidade de Fortaleza, envolveu as equipes do Estrela do Mar Foot-ball Club e do Sport Club Maguari.
O clube começou a disputar o Campeonato Cearense em 1927. Foi campeão no antigo Campo do Prado em 1929 e 1936, e no estádio Presidente Vargas foi bicampeão 1943/1944), além de ter-se consagrado como o "primeiro campeão do Castelão", quando venceu o América, em 2 de dezembro de 1973, na final do "Torneio Breno Vitoriano", competição organizada para comemorar a inauguração do Gigante da Boa Vista, como cita Miguel Ângelo de Azevedo Nirez em seu Cronologia Ilustrada de Fortaleza – Volume I – 2001.
Tendo sido quatro vezes campeão cearense, o Maguari ainda foi vice-campeão em sete oportunidades: 1928, 1930, 1932, 1935, 1937, 1938 e 1945, mantendo uma marca invejável: 4º lugar entre as equipes cearenses no ranking do futebol nacional do jornal Folha de S. Paulo, apresentado em sua edição de 23 de dezembro de 2007, na página 6 do caderno de esportes.

## Dissolução do departamento de futebol
O campeonato de 1944 foi conquistado de forma invicta e, por isso mesmo o Maguari era considerado franco favorito ao título de 1945. A diretoria do clube investiu pesadamente para conquistar o tricampeonato, mas o título daquele ano acabou indo para o Ferroviário. A comoção foi tal que o clube entrou numa grande crise, que resultou na extinção do seu departamento de futebol. Sua torcida acabou "migrando" para a dos times do Ferroviário e principalmente do Fortaleza, devido à grande rivalidade que os cintanegrinos tinham com o Ceará.

## Outros esportes e ações
Em meio à crise no futebol, o clube deu início à construção da sua terceira sede social no bairro de Fátima, situada na rua Barão do Rio Branco, perto da avenida 13 de Maio. Além disso, o Maguari foi campeão estadual de basquete na década de 1950, e também disputou competições oficiais de voleibol e futebol de salão.
O Sport Club Maguari continuou como clube social com forte presença na sociedade alencarina, mesmo tendo deixado o futebol. Um dos momentos mágicos que até hoje enche de orgulho o povo cearense foi a eleição da Miss Maguari Emília Correia Lima, em 1955, que depois foi também eleita "Miss Ceará" e posteriormente "Miss Brasil", a segunda escolhida em concurso nacional promovido pelos Diários Associados, recebendo a faixa da baiana Martha Rocha. O Clube dos Príncipes, como sempre foi chamado, venceu, pois, sua "princesa" eleita em concurso de beleza nacional representou a mulher brasileira, destacando-se no certame internacional em Long Beach, na Califórnia, por seus traços clássicos e postura discreta.
Houve, posteriormente, uma tentativa de volta aos gramados em 1972, com o nome de Maguari Esporte Clube, até que, em 14 de agosto de 1975, o clube extinguiu-se definitivamente e sua sede foi vendida para a Companhia Energética do Ceará (COELCE) e depois repassada para a Fundação Coelce de Seguridade Social, a caixa de previdência dos funcionários daquela companhia. José Leite Jucá foi o último presidente do clube e embora tenha sido contra a venda da sede, foi voto vencido.

## Títulos

### Estaduais
- Campeonato Cearense: 1929, 1936, 1943 e 1944
- Torneio Início do Ceará: 1929, 1942, 1944 e 1945